# Lista över kvinnor som adlats
Detta är en lista över kvinnor som har blivit adlade i sina respektive länder. 
I Sverige har det varit en begränsad förekomst av kvinnor som adlats. Dessa fall av adlande var främst förknippade med situationer där en kvinnas släkting hade erhållit adelskap, vilket resulterade i att hennes egen adelsstatus inte grundades på egna bedrifter utan snarare på släktskapet till den som blivit adlad.
I Sverige nämns Anna Agriconia Åkerhielm som den enda kvinnan som adlats på egna meriter. Denna uppgift har dock ifrågasatts, då Emerentia von Düben, hovdam och gunstling vid det svenska hovet, även hon adlats, men tillsammans med sina bröder. I det utfärdade privilegiebrevet framgår: "wij således finna oss aldeles benägna at lämna henne och berörde henner Bröder et besynnerligit tecken af den wählwilja och ynnest som wij för hennes Person och dygder samt deras förtienster hyse.”
De juridiska förutsättningarna för kvinnor att kunna adlas i Sverige tog bort 1809 i och med § 37 av regeringsformen som inskränkte adlande till enbart män.

## Kvinnor som adlats i Sverige
| Namn                     | Bild | Titel       | Anmärkning |
| ------------------------ | ---- | ----------- | --- |
| Emerentia von Düben      |      | Friherrinna | von Düben adlades 1707 jämte sina bröder Gustaf von Düben den yngre, Joachim von Düben den äldre och Anders von Düben den yngre. Upphöjdes 1717 till friherrinna. |
| Anna Agriconia Åkerhielm |      |             | Åkerhielm adlades 1691 och upptogs i sin bror Samuel Agriconius Åkerhielms adelskap.                                                                              |